# Абхазский институт гуманитарных исследований
Абха́зский институ́т гуманита́рных иссле́дований имени Д. И. Гу́лиа АНА (абх. Д. И. Гәлиа ихьӡ зху Аԥсуаҭҵааратә институт, сокращённо АбИГИ) — научно-исследовательское учреждение в город Сухум (Сухуми). Входит в состав Академии наук Абхазии, занимается исследованиями абхазской культуры.

## История
Предшественник — Академия абхазского языка и литературы, созданная в 1925 году по инициативе академика Н. Я. Марра. В Академии было всего четыре штатных сотрудника. Для комплектации Академии Марр подготовил первых двух абхазских кандидатов филологических наук — А. К. Хашба и В. И. Кукба. 28 мая 1930 года решением Народного комиссариата просвещения Абхазии Академия преобразована в Научно-исследовательский институт абхазского языка и литературы.
Другой предшественник — созданное в 1898 году Сухумское общество сельского хозяйства, в 1922 году преобразованное в Абхазское научное общество.
5 августа 1931 года «во избежание параллелизма и в целях концентрации научных сил» президиум ЦИКа Абхазии объединил Научно-исследовательский институт абхазского языка и литературы и Абхазское научное общество в Абхазский научно-исследовательский институт краеведения (АбНИИК). Руководителями института стали ученики Марра А. К. Хашба и В. И. Кукба. В 1935 году институт вошёл в состав Грузинского филиала Академии наук СССР и ему было присвоено имя Марра, умершего в 1934 году.
В 1930-х — 1940-х годах в ходе сталинских репрессий пострадали А. К. Хашба, В. И. Кукба, С. М. Ашхацава, С. П. Басария, С. Я. Чанба и многие другие сотрудники института. В 1947 году сотрудники института К. С. Шакрыл, Г. А. Дзидзария и Б. В. Шинкуба написал первое из «абхазских писем» и отправили в ЦК ВКП(б) с просьбой защитить абхазский народ от произвола властей. В 1950 году после выхода статьи И. В. Сталина «Марксизм и вопросы языкознания» и разгрома «марризма» институт перестал носить имя Марра.
В 1960 году институт стал носить имя абхазского писателя Д. И. Гулиа. В 1980 году архив института частично сгорел.
Многие сотрудники института принимали участие в грузино-абхазской войне 1992—1993 годов, из них В. Ф. Бутба, М. Х. Хварцкия и Л. М. Когония погибли; семеро сотрудников института удостоены звания «Герой Абхазии».
20 октября 1992 года здание института было сожжено; по словам абхазских представителей, это совершили грузинские военные, при этом, как утверждается, они не допускали добровольцев к тушению пожара. Сгорели фундаментальная научная библиотека с изданиями XVII века, экспедиционные материалы, рукописи книг, лексический фонд абхазского языка, документация с историей института и другое. Также в октябре 1992 года было сожжено здание Государственного архива Абхазии.
После окончания войны институт был восстановлен. В 2001 году прошла Международная научная конференция, посвященная 75-летнему юбилею института и способствовавшая сотрудничеству института с российскими научными учреждениями и учебными заведениями.

## Названия
- 1931—1935: Абхазский научно-исследовательский институт краеведения при Наркомпросе Абхазской АССР (АбНИИК)
- 1935—1939: Институт абхазской культуры имени Н. Я. Марра Грузинского филиала Академии наук СССР
- 1939—1941: Абхазский научно-исследовательский институт языка и истории имени академика Н. Я. Марра Грузинского филиала Академии наук СССР (АбНИИ)
- 1941—1950: Абхазский научно-исследовательский институт языка и истории имени академика Н. Я. Марра Академии наук Грузинской ССР (АбНИИ)
- 1950—1960: Абхазский институт языка, литературы и истории Академии наук Грузинской ССР (АбИЯЛИ)
- 1960—1994: Абхазский институт языка, литературы и истории имени Д. И. Гулиа Академии наук Грузинской ССР (АбИЯЛИ)
- 1994—н. в.: Абхазский институт гуманитарных исследований имени Д. И. Гулиа Академии наук Абхазии (АбИГИ)

## Устройство
По состоянию на 1961 год в институте работал 31 научный сотрудник и функционировало три отдела — языка и литературы; истории и этнографии; экономики.
По состоянию на 1972 год в институте работало 39 научных сотрудников и функционировало четыре отдела — языка, литературы и фольклора; истории; экономики; археологии, этнографии и искусства.
По состоянию на 2020 год в институте работает 145 человек и функционируют отделы языка, литературы, фольклора, истории, этнологии, источниковедения, искусства, политологии и конфликтологии, а также издательство и архив.

## Деятельность
В 1934—1963 годах в институте издавались «Труды Абхазского института», составившие 34 тома, в 1972—1988 годах — «Известия Абхазского института языка, литературы и истории», составившие 17 томов, с 2000 года издаётся «Аԥсуаҭҵаара» («Абхазоведение»).
После грузино-абхазской войны 1992—1993 годов сотрудники института выпустили около 400 книг.

## Директора
Директора Академии абхазского языка и литературы / Научно-исследовательского института абхазского языка и литературы:
- 1925—1927: Чочуа Андрей Максимович
- 1927—1930: Гулиа Дмитрий Иосифович
- 1930—1931: Берзения Герасим Константинович

Директора Абхазского НИИ:
- 1931—1938: Хашба Арсений Константинович
- 1938—1948: Чочуа Андрей Максимович
- 1948—1949: Ивардава Валерьян Александрович
- 1949—????: Ратиани Прокофий Константинович
- ????—1953: Гуджабидзе Пармен Гаврилович
- 1953—1966: Бгажба Хухут Соломонович
- 1966—1988: Дзидзария Георгий Алексеевич
- 1988—1999: Ардзинба Владислав Григорьевич
- 1999—2016: Авидзба Василий Шамониевич[13]
- 2017—н. в.: Ашуба Арда Енверович[14]